# Стефано да Верона
Стефано да Верона, или Стефано ди Джованни да Дзевио (итал. Stefano da Verona или итал. Stefano di Giovanni da Zevio; ок. 1375, Верона — 1451, Верона) — живописец итальянского проторенессанса и раннего Возрождения, периода кватроченто, веронской школы.

## Биография
Стефано работал в Вероне, на севере Италии, в области Венето, но был родом из Дзевио (провинция Верона), отсюда его прозвание. Он был сыном французского художника Жана д’Арбуа (Jean d’Arbois), который приехал в Италию ко двору миланского герцога Джана Галеаццо Висконти после работы у Филиппа II Бургундского «Смелого».
Вероятно, он был учеником в Павии, в мастерских иллюминаторов (живописцев-миниатюристов) при дворе герцогов Висконти. На его творчество оказал влияние Микелино да Безоццо, как это можно увидеть в картине «Hortus conclusus», или «Мадонна в розовом саду» Hortus conclusus (ок. 1435), которую приписывают ему или Микелино.
До того, как поселиться в Вероне, Стефано работал в Падуе. Но именно в Вероне он утвердился как представитель интернационального готического стиля, создав работы, отличающиеся линейной изысканностью, такие как «Поклонение волхвов» (Пинакотека Брера, Милан), подписанная и датированная 1434 годом.
Он был другом Пизанелло, который трудился в Вероне в тот же период и между ними можно заметить взаимное влияние. Винченцо ди Стефано да Верона, вероятно, был его сыном или учеником. Его братья Джованни Антонио и Джованни Мария также были художниками.
В творчестве Стефано да Верона прослеживается верность готическому символизму и условности передачи бытовых деталей, его манера письма отличается характерной линейной стилизацией. В. Н. Лазарев отмечал:

Он ничего не хотел слышать о новшествах флорентинского искусства, и, хотя он пережил Мазаччо на двадцать три года, было бы тщетно искать отклика его искусства в живописи Стефано— 
.

## Галерея

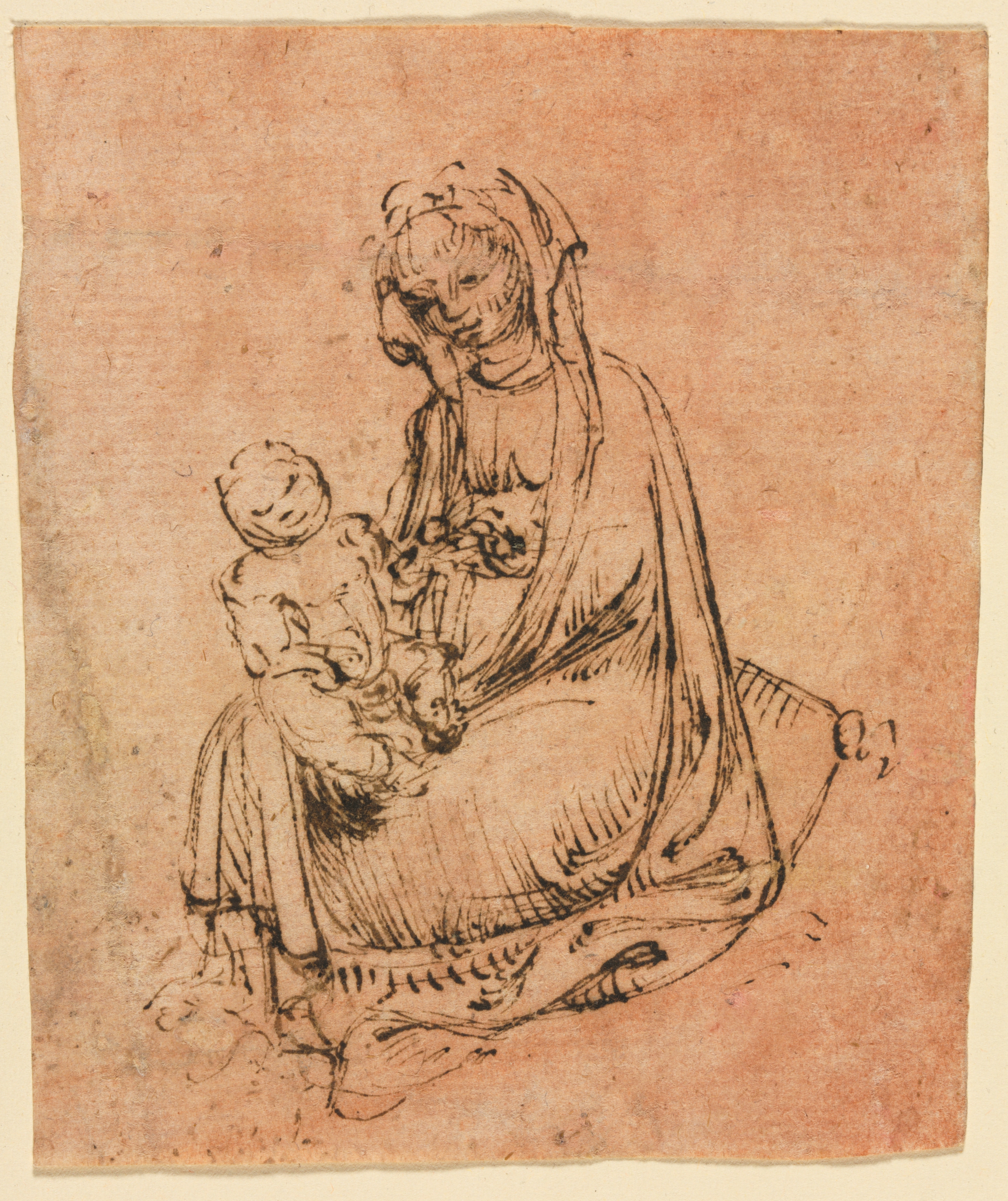
Мадонна с Младенцем. 1435. Бумага, перо, чернила. Художественный музей Кливленда, США
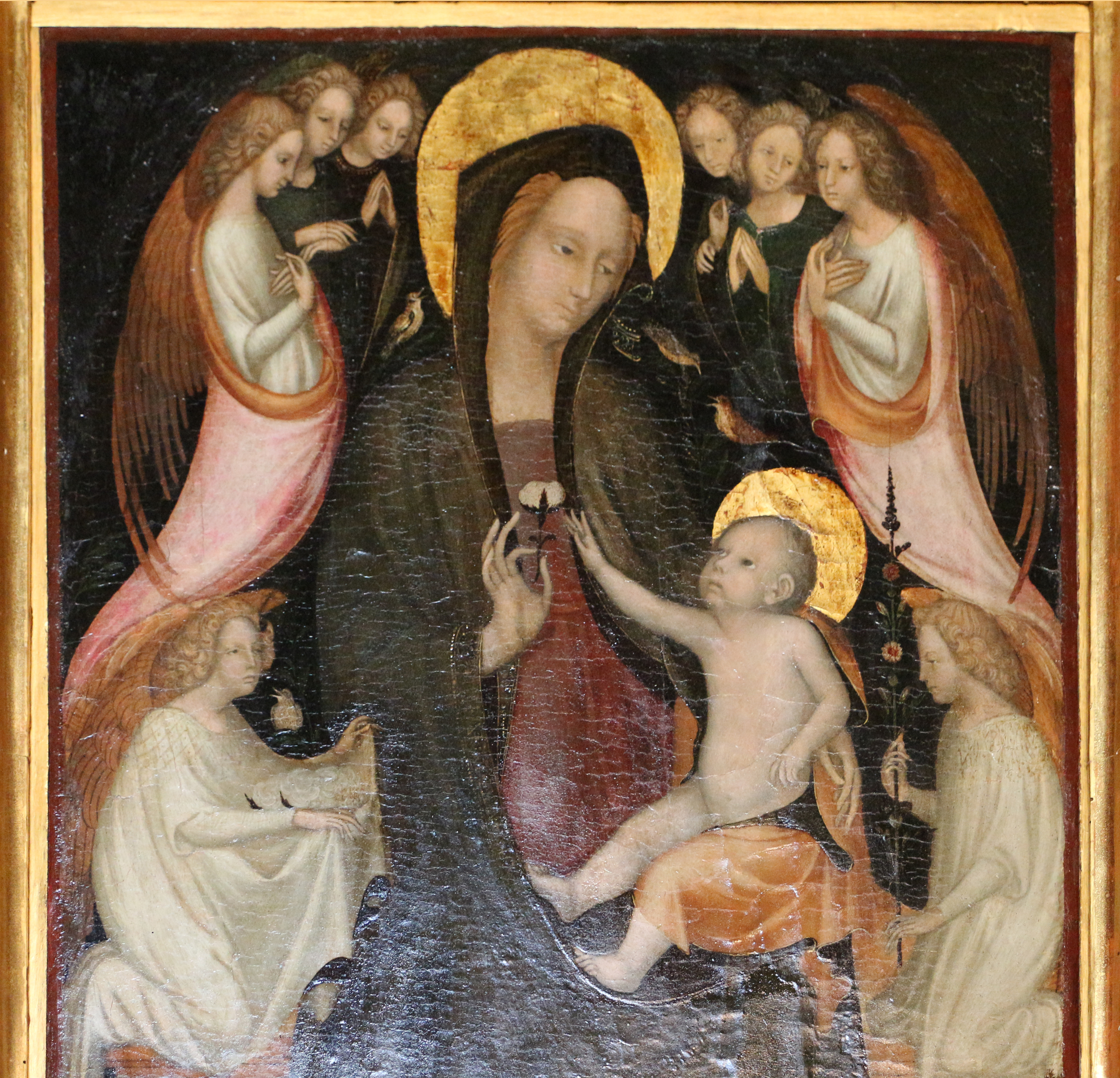
Мадонна на троне с Младенцем и ангелами. Деталь. Дерево, темпера. Палаццо Колонна, Рим
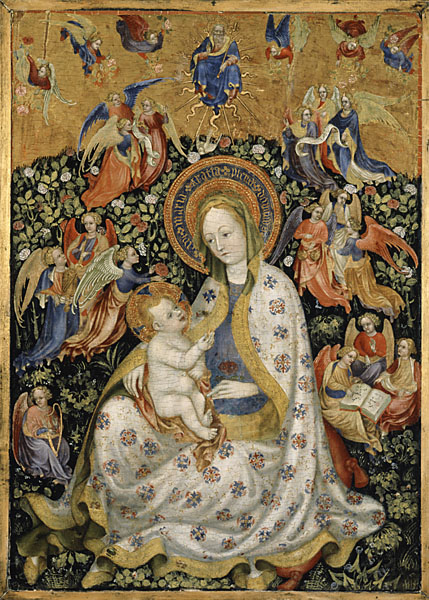
Мадонна Смирения. Ок. 1430. Дерево, темпера, масло, золочение. Вустерский музей искусств, Вустер, США
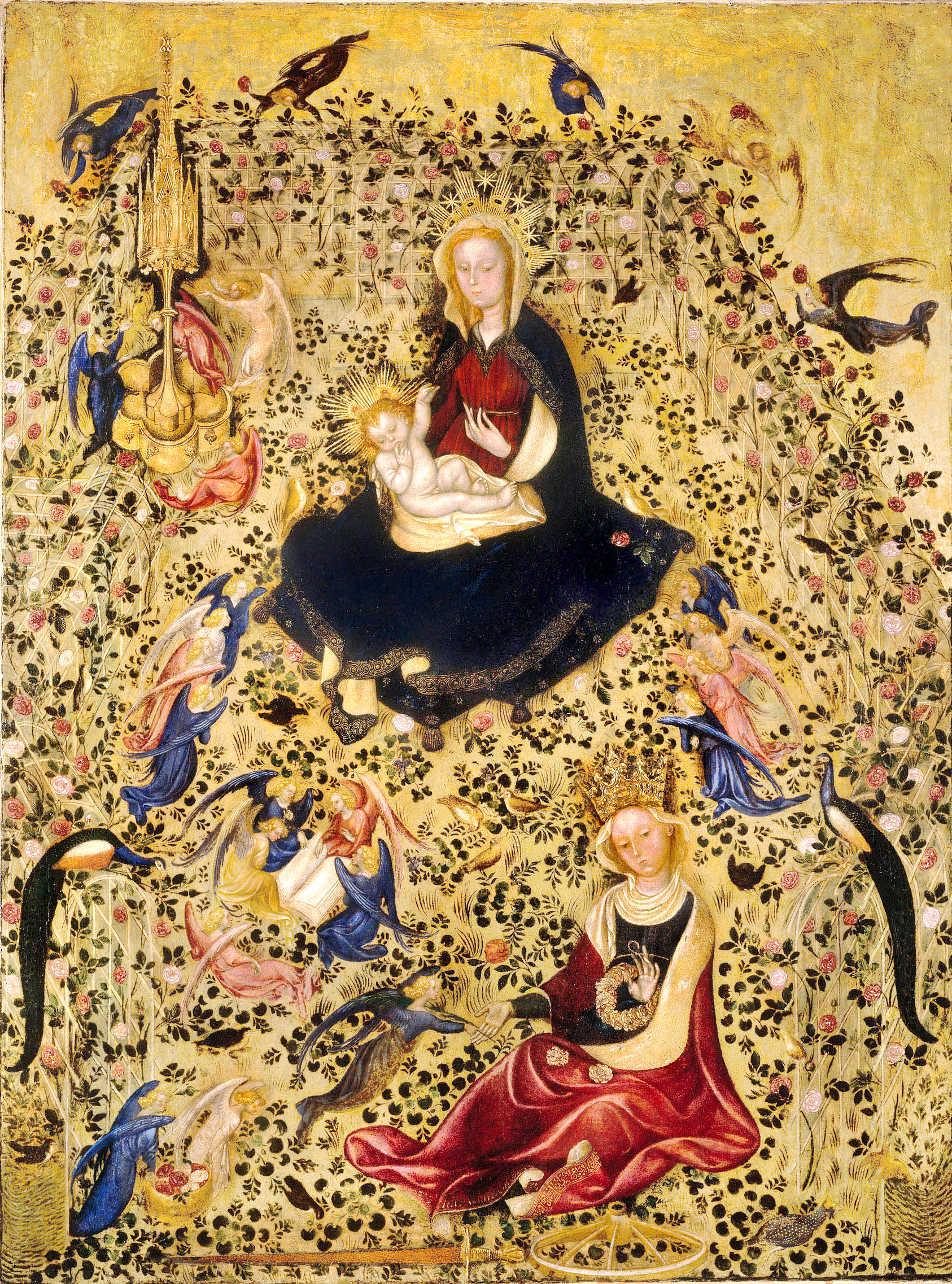
Мадонна в Саду роз. Ок. 1435. Дерево, темпера. Музей Кастельвеккьо, Верона
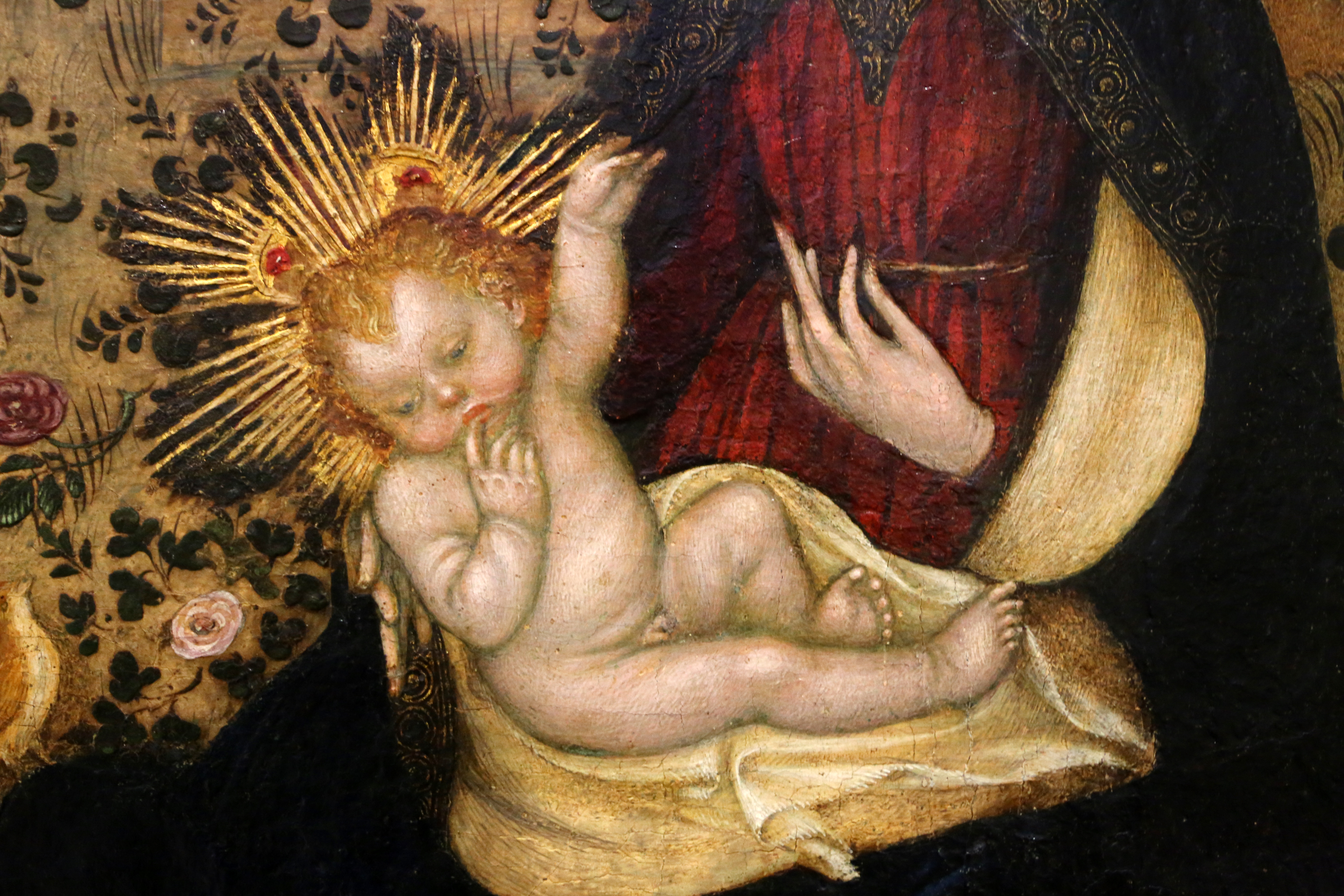
Деталь картины
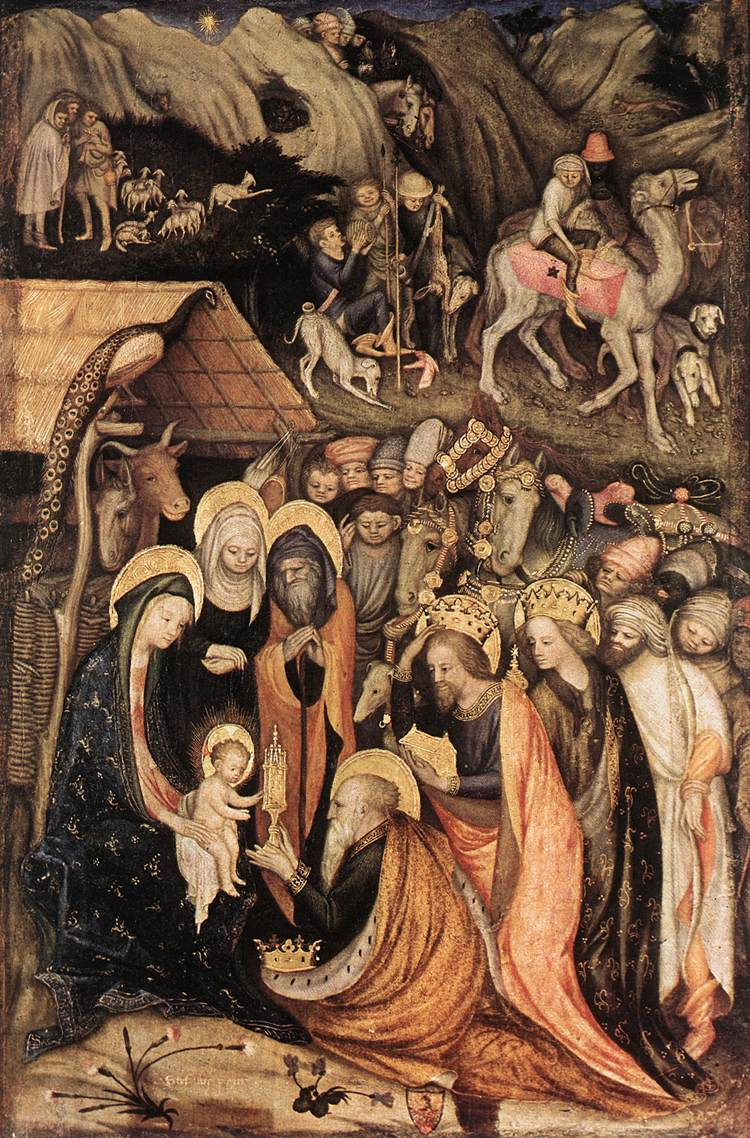
Поклонение волхвов. 1435. Дерево, темпера. Пинакотека Брера, Милан
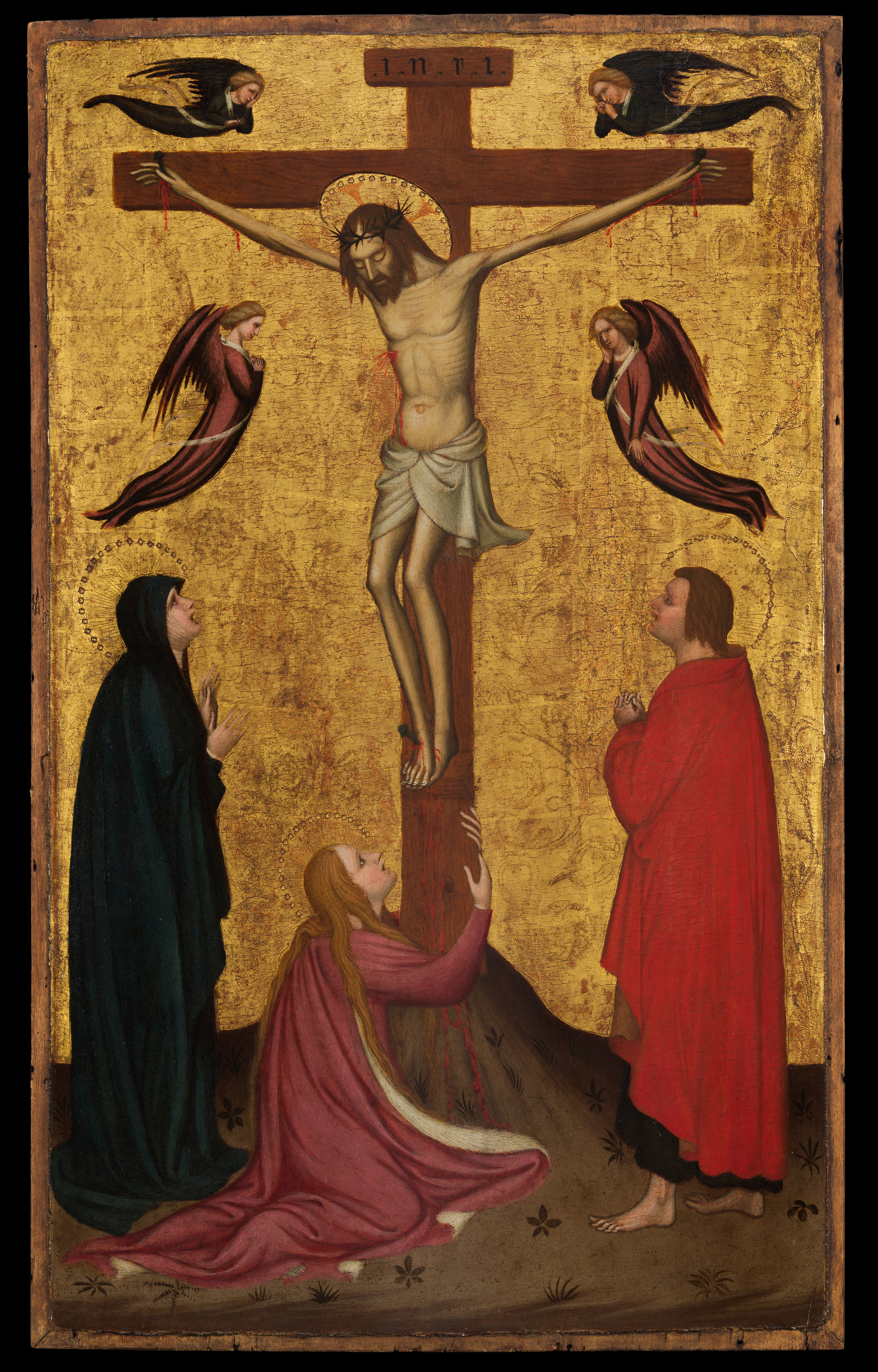
Распятие. Ок. 1400. Дерево, темпера, золочение. Метрополитен-музей, Нью-Йорк